# Tudella
Ne doit pas être confondu avec Tudela ou Tudelle.
Tudella est le nom bas latin d'un ancien lieu-dit de la rive droite du vieux Paris, mentionné au Bas Moyen Âge dans le cartulaire de l'évêché de Paris citant un hypothétique diplôme carolingien. La juridiction épiscopale en a revendiqué la propriété jusqu'aux Temps modernes pour argumenter son opposition au pouvoir royal. Grand enclos proche de Saint-Merri mais appartenant au monastère de Saint-Germain-l'Auxerrois ou immense marais mis en culture s'étendant jusqu'à Chaillot et inclus dans la censive du suffragant de Paris, son identification, tant au point de vue géographique que juridique, reste débattue dans le cadre de controverses remettant en cause la vision traditionnelle de l'histoire de Paris.

## Hapax legomenon
La mention de Tudella n'apparaît dans les archives qu'en de rares occurrences mais c'est toujours en citant le même texte qui se lit encore aujourd'hui tel qu'il a été copié, ou forgé, à la fin du XIIe siècle à partir d'un manuscrit de la fin du XIe siècle. Daté du 19 octobre 820, Louis le Pieux régnant, ce texte comporte la phrase suivante :

« Precepimus etiam atque jubemus ut de regali via ex parte Sancti Germani a Sancto Mederico usque ad locum qui vocatur Tudella in ruga Sancti Germani neque in aliis minoribus viis que tendunt ad monasterium ejusdem prenominati Sancti Germani ullus missus dominicus aliquam judicariam potestatem exerceat neque aliquem censum neque ripaticum, neque foraticum neque ullum teloneum recipiat. »

— Data XIIII kal. novembris anno Christio propitio VII imperii dominini Hludovnici piissimi imperatoris. Actum Aquisgrani palatii publiciter in Dei nomine feliciter. Amen.
« Nous commandons et aussi ordonnons que depuis la voie royale allant de Saint-Germain à partir de Saint-Merri jusqu'au lieu qu'on appelle Tudelle dans la rue Saint-Germain, ainsi que dans les autres petits chemins qui vont au monastère du même nom de Saint-Germain, aucun commissaire seigneurial n'exerce aucun pouvoir judiciaire, ni ne perçoive aucun cens, ni taxe d'amarrage, ni afforage, ni aucun tonlieu. »
Ou bien, à la virgule près, « Nous commandons et aussi ordonnons que depuis la voie royale allant de Saint-Germain à partir de Saint-Merri jusqu'au lieu qu'on appelle Tudelle, dans la rue Saint-Germain, ainsi que dans les autres petits chemins qui vont au monastère du même nom de Saint-Germain, aucun commissaire seigneurial n'exerce aucun pouvoir judiciaire, ni ne perçoive aucun cens, ni taxe d'amarrage, ni afforage, ni aucun tonlieu. »
Le diplôme est signé « Durandus ad vicem Fridugisi », c'est-à-dire « Durand p/o Frédegis ». Ce diacre, qui commença sa carrière sous la direction d'Hélisachar et la termina sous celle de Théoton, avec lequel il fut peut être tué en juin 834, était un des sept notaires qui, à cette date, officiaient à la chancellerie de l'Empire.

## Trois occurrences principales
Le diplôme de l'an 820, aurait-il existé, n'aura pas été conservé. Son contenu n'est connu que par une bulle postérieure qui en expose intégralement le prétendu texte, date incluse.
Datée du 30 décembre 980, cette bulle est attribuée au pape Benoît VII, dont le nom a été ajouté, ou rectifié, ultérieurement après grattage. Comme son sous titre l'indique, elle n'a été enregistrée qu'une décennie plus tard, sous le faible pontificat de Jean XV, après avoir été invoquée oralement par l'évêque du moment, l'auxerrois Lisierne alias Lisiard Le Riche, soit aux alentours de 988, c'est-à-dire peu après l'élection contestée d'Hugues Capet au trône de Francie. C'est presque deux siècles plus tard, au début de l'année 1165, que l'exemplaire de référence, le plus ancien qui soit resté, celui où un nom a été gratté, semble avoir été confectionné avec le matériel d'un acte authentiquement rédigé au XIe siècle. Le but  était, peut être sur la base de la tradition orale mentionnée, de faire confirmer par le pape Alexandre III, célébrant la quasimodo cette année-là à Paris, les revendications foncières du suffragant de Paris Maurice de Sully. Ce sera fait le 20 avril suivant en citant de nouveau Tudella dans le même texte encore une fois recopié intégralement.
Le même texte intégral a été repris en deux autres occasions, la première fois quand, quelques années plus tard, toujours sous la direction de Maurice de Sully, le chapitre cathédral de l'archidiocèse de Sénonaise a enregistré, ou révisé, un cartulaire pour son évêché de Paris. Le document se présente sous la forme d'une copie du diplôme de 820. C'est à cet élément du cartulaire que se réfère tout ce qui a été dit jusqu'à la fin du XIXe siècle du diplôme carolingien, dont il serait recopié. La plupart des chartistes ont admis son authenticité, jusqu'à ce qu'en 1931 la pièce de 1165 soit réexaminée. La compilation du cartulaire réalisée au XIIIe siècle puis de nouveau celle commencée en 1330 comportent également le texte daté de l'an 820, sous la forme de copies de la prétendue copie précédente.
En 1220, la mention de Tudella dans le cartulaire fait l'objet de toute l'attention de Nicolas Harrode, prévôt de Paris, dans l'enquête qui aboutit deux ans plus tard à la Philippine, convention « forma pacis » passée entre Guillaume de Seignelay et Philippe Auguste pour définir leurs compétences judiciaires respectives. Afin de réduire celles de l'évêque, le rapport préalable mis au point par l'administration du Châtelet donne une interprétation du toponyme comme étant celui d'un bâtiment, le For-L'Évêque, de moindre surface donc qu'un terrain vague. Ainsi est-ce le même cartulaire citant le même diplôme qui est a son tour cité dans au moins deux des procès qui ne manquent pas, en dépit de l'accord léonin de 1222, d'opposer l'évêque de Paris au procureur du Roi au sujet de Tudella, sous François Ier puis au début du XVIIe siècle, quand le suffragant de Paris Henri de Gondi entreprend de défendre les immunités du temporel de son évêché contre les incursions de la police du Châtelet. Ce n'est que deux mois après la mort du cardinal de Retz, dans le même élan initié par celui-ci vers son indépendance, que le 20 octobre 1622 l'évêché de Paris est détaché de Sens et, Jean-François de Gondi succédant à son frère aîné, érigé lui-même en archidiocèse.

## Étymologie

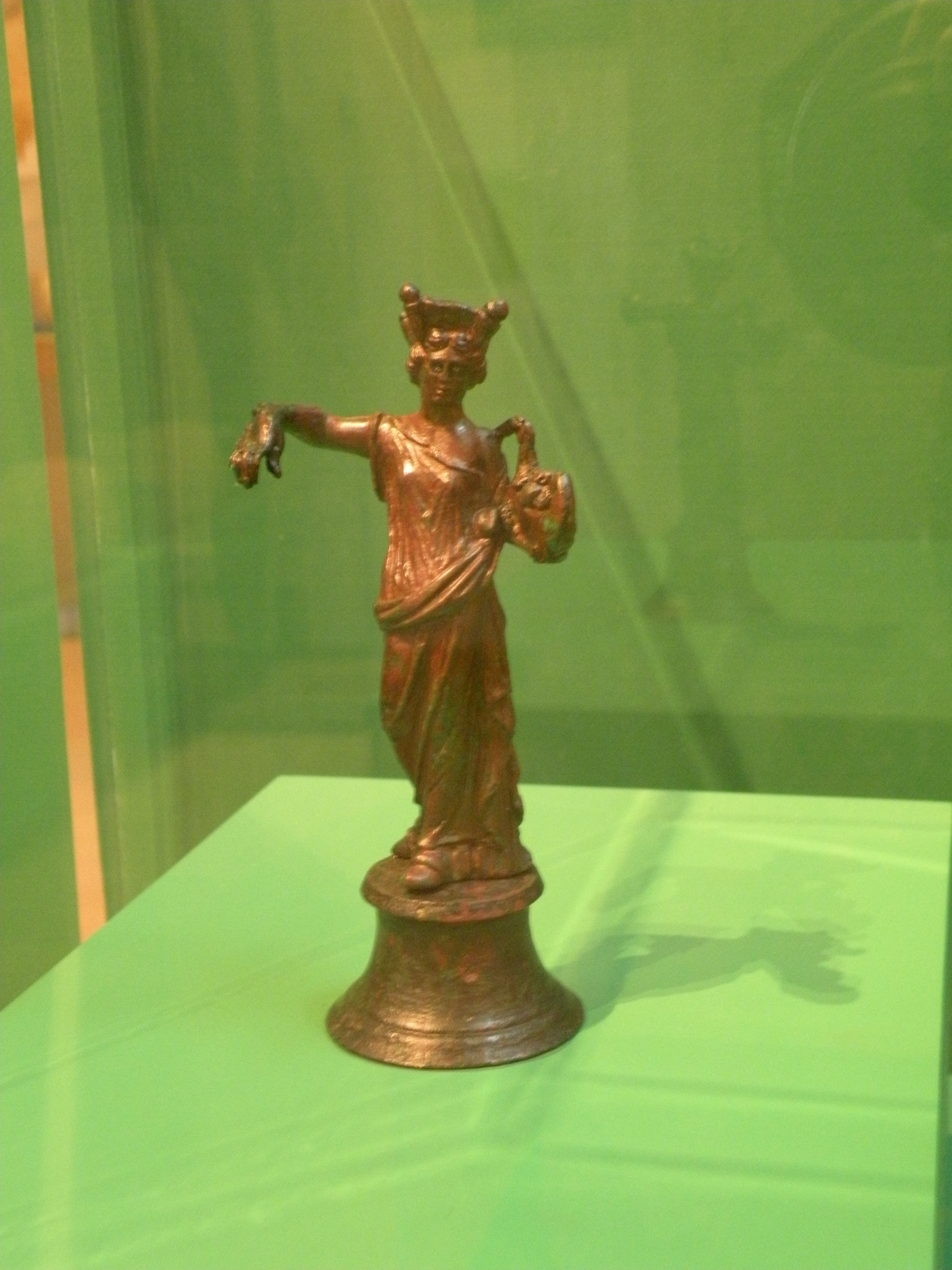
Une Tutela galloromaine en bronze inventée à quatre lieues de Lutèce, au lieu dit Conicia.

Comme pour tout hapax, il est impossible d'argumenter par des preuves l'étymologie de Tudella, d'autant que les archives sont restées silencieuses quant à l'étendue du lieu comme à sa destination. Toutefois, pour servir ses hypothèses historiographiques, le paléographe Jean Lebeuf, une quarantaine d'années avant la Révolution, a échafaudé celle ad hoc d'une altération galloromaine du latin Tutela, qui désignerait un endroit protégé, par des murs ou toutes autres choses, et qui a donné le doublon savant tutelle, au sens de protection juridique, ainsi que, dans le lexique de la religion, l'adjectif tutélaire. Le mot correspondrait au latin sæptum, enclos, qui lui-même traduit le grec ἒρκος. Comme l'attestent de rares inscriptions, la Gaule du Bas Empire a en effet révéré, sous la forme d'ex voto, le « génie protecteur du lieu » divinisé en l'allégorie de Tutela. Une galerie publique à colonnades, sorte d'enclos étroit construit en forme de péristyle du temps des Sévères et détruit en 1677 durant celui de Louis XIV, a conservé à Bordeaux le nom de Piliers de Tutèle ou de Tutelle.
Tous les historiographes qui se sont aventurés sur le sujet à la suite de l'abbé Lebeuf, ont adopté ce latinisme pour aussitôt contester l'interprétation précise élaborée par le chef de chœur d'Auxerre, celle de lices dressées pour l’entraînement des jouteurs sur le territoire du fief de la Grange-Batelière, « la plaine du Tudella », et en proposer sans plus de documents chacun la sienne. Si c'était une sorte de stade servant à s’entraîner à l'escrime et autres armes ainsi que tous les sports qui y préparent, comme les étudiants avaient encore à la Renaissance une grande habitude, ce serait le lieu-dit Les Joutes au Pré-l'Évêque, que Lebeuf distingue de Tudelle et qui s'étendait entre la Ville l'Évêque et la Seine sur ce qui est aujourd'hui la place de la Concorde et le début du cours la Reine, faisant rive droite le pendant du germanopratin Pré-aux-Clercs.
Tudella pourrait désigner plutôt une prison, ancêtre du For l'Évêque qui se serait situé quelque part au sud du terrain où sera construite peu de temps avant l'année 1213 l'église Sainte Agnès, ou bien la protection superstitieuse recherchée auprès d'un calvaire, la Croix-du-Trahoir, ou encore l'enclos d'un champ de foire établi en 1214, la place aux Marchands. Ce pourrait aussi être un ouvrage d'art militaire, plus précisément les Murs du Roi, sinon le châtelet qui les terminait côté aval sur la rive de la Seine, ou un glacis marécageux qui se serait étendu sur le territoire détaché vers 1150 de Saint-Germain pour constituer la paroisse de Sainte-Opportune et sur l'ouest des actuels 1er et 2e arrondissements, voire au delà tout le long de l'ancien bras de Seine. Mis alors en culture pour former un « marais », la « couture l'Évêque », cette défense aurait prouvé son efficacité tactique lors de la bataille de Lutèce, en -52, mais une telle identification de Tudella demeure aussi astucieuse que polémique.
Le rapprochement avec le moyen gallois tuded, couverture, de tud, couvrir, même en prenant pour étymon le celtique toud plutôt qu'un romanisme, ne remet pas en cause l'idée d'un lieu protégé commune à toutes ces spéculations.

### Documents
1. 1 2  « Preceptum de rebus episcopi et canonicorum a romano papa Lisierni episcopi precatu confirmatum. », A. n., L. 220.
2. ↑  « Alexandri pape III », in A. n., L.230, no 28b.
3. 1 2  Livre noir de Notre-Dame de Paris, fol. 89, A. n., LL.177, p. 23.
4. ↑  É. Baluze, Capitularia regum Francorum, t. II, col. 1418, François Muguet, Paris, 1677, éd. aug. dir. P. Chiniac, Benoît Morin, Paris, 1780.
Cité in M. Bouquet, Rerum gallicarum et francicarum scriptores, t. VI p. 525, Congrégation de Saint-Maur, Paris, 1749.
Réed. L. Delisle, Recueil des historiens des Gaules et de la France, t. VI p. 525, Imprimerie royale, Paris, 1870.
5. ↑  Grand pastoral de Notre-Dame de Paris, A. n., LL.175, p. 551.
6. ↑  Petit pastoral de Notre-Dame de Paris, liv. I, no VI, A. n., LL.176, p. 5.
Éd. B. Guérard, H. Géraud, J. Marion & A. Deloye, Collection des cartulaires de France, t. IV "Cartulaire de l'église Notre-Dame de Paris", II "Parvum pastorale", 1 "Apostolicorum", VI "Preceptum de rebus episcopi et canonicorum, a Romano papa, Lysardi episcopi precatu, confirmatum." p. 222, Coll. Documents inédits de l'histoire de France publiés par ordre du Gouvernement et par les soins du Ministère de l’Instruction publique, Imprimerie du Crapelet, Paris, 1850.
Ibidem, 2 "Regum", XVII "De ruga Sancti Germani", p. 259.
7. ↑  F. Hodin & É. Brice, Gallia christiana, t. VII, section "Instrumenta", XII "Benedictus VII, ecclesiæ Parisiensis res & privilegia confirmat.", col. 20-22, Congrégation de Saint-Maur, Paris, 1744.
8. ↑  Barthélemy & Mathieu, « Philippine », Conseil du roi, Melun, 1222, cité in A. Lombard-Jourdan, Paris, Genèse de la ville. La rive droite de la Seine des origines à 1223., pl. XI, CNRS, Paris, 1976.
Trad. (fr), ibidem, p. 163-166.
9. ↑  A. Moriau, Fonds Godefroy, ms. DXLI "Mélanges, parmi lesquels un assez grand nombre de pièces relatives à Paris (1254-XVIIIe siècle).", fol. 232 "Requête de Henri de Gondi, cardinal de Retz, évêque de Paris, au Parlement, réclamant contre les entreprises du lieutenant-criminel du Châtelet sur la juridiction de ses officiers du For-l’Évêque.", Bibliothèque de l'Institut, Paris, 1797.

### Sources
1. ↑  M. Dumolin, « Les origines de la Culture-l'Évêque », in Bulletin de la Société de l'histoire de Paris et de l'Île-de-France, p. 116 & sq., É. Champion, Paris, 1931.
2. ↑  R. de Lasteyrie, Cartulaire général de Paris, ou Recueil de documents relatifs à l'histoire et à la topographie de Paris., no 32, p. 44-45, Imprimerie nationale, Paris, 1887.
3. 1 2 3 4 5 6  J. Lebeuf, Histoire de la ville et de tout le diocèse de Paris, t. 1, I, p. 120, Prault père, Paris, 1754.
4. ↑  Ch. F. Toustain & R. P. Tassin, ill. P. F. Tardieu, Nouveau traité de diplomatique, vol. V, p. 700, Chez Guillaume Desprez, Paris, 1762.
5. 1 2  R. de Lasteyrie, Cartulaire général de Paris, ou Recueil de documents relatifs à l'histoire et à la topographie de Paris., no 65, p. 89, Imprimerie nationale, Paris, 1887.
6. ↑  « Lisierni episcopi precatu confirmatum », cité in R. de Lasteyrie, Cartulaire général de Paris, ou Recueil de documents relatifs à l'histoire et à la topographie de Paris., no 65, p. 89, Imprimerie nationale, Paris, 1887.
7. ↑  J. Depoin, « Essai sur la chronologie des évêques de Paris de 768 à 1138. », in Comité des travaux historiques et scientifiques. Bulletin historique et de philologique. Année 1906., no 1 et 2, p. 230, Imprimerie nationale, Paris, 1907.
8. 1 2  M. Dumolin, « Les origines de la Culture-l'Évêque », in Bulletin de la Société de l'histoire de Paris et de l'Île-de-France, p. 119, É. Champion, Paris, 1931.
9. ↑  R. de Lasteyrie, Cartulaire général de Paris, ou Recueil de documents relatifs à l'histoire et à la topographie de Paris., no 457, p. 386-388, Imprimerie nationale, Paris, 1887.
10. ↑  P. Imbart de la Tour, « Des immunités commerciales accordées aux églises du VIIe au IXe siècle », in Coll., Études d'histoire du Moyen Âge dédiées à Gabriel Monod, p. 82, Léopold Cerf & Félix Alcan, Paris, 1896.
11. ↑  M. Dumolin, « Les origines de la Culture-l'Évêque », in Bulletin de la Société de l'histoire de Paris et de l'Île-de-France, p. 118, É. Champion, Paris, 1931.
12. ↑  J. A. Dulaure, Histoire physique, civile et morale de Paris, depuis les premiers temps historiques jusqu'à nos jours, t. I, p. 101, Guillaume & cie., Paris, 1823, rééd. p. 81, 1829.
13. ↑  O. Hirschfeld, Inscriptiones Aquitaniae et Lugudunensis, coll. Corpus Inscriptionum Latinarum, vol. XIII "Inscriptiones trium Galliarum et Germaniarum Latinae", I, 1, p. 82, no 583, 584 & 585, G. Reimer (de), Berlin, 1899.
14. ↑  C. Jullian, Histoire de la Gaule, t. II "La Gaule indépendante", p. 132, Hachette, Paris, [s.d.] (1926).
15. ↑  P. Perdrizet, « L'Incantada de Salonique », in Monuments et mémoires de la Fondation Eugène Piot, t. XXXI, no 1-2, p. 84-90, Paris, 1930 (DOI 10.3406/piot.1930.1885).
16. ↑  C. Jullian, Histoire de Bordeaux, Féret & fils, Bordeaux, mai 1895.
17. 1 2  J. Lebeuf, Histoire de la ville et de tout le diocèse de Paris, t. I, 1, p. 119, Prault père, Paris, 1754.
18. 1 2  J. Lebeuf, Histoire de la ville et de tout le diocèse de Paris, t. II, p. 637, Prault père, Paris, 1754.
19. ↑  E. Knobelsdorf, Lutetiæ Parisiorum descriptio, p. 5-9, Christian Wechel, Paris, 1543.
20. ↑  J. B. M. Renou de Chauvigné Jaillot, Recherches critiques: historiques et topographiques sur la ville de Paris, vol. II, p. 26, Paris, 1775.
21. ↑  A. Lefranc, « Une description de Paris de Eustache de Knobelsdorf publié en 1543. », in Comptes rendus des séances, 73ᵉ année, no 2, p. 68, Académie des Inscriptions et Belles-Lettres, Paris, 1929 (DOI 10.3406/crai.1929.75716).
22. ↑  J. B. M. Renou de Chauvigné Jaillot, Recherches critiques: historiques et topographiques sur la ville de Paris, vol. II, p. 27, Paris, 1775.
23. ↑  J. A. de Piganiol de la Force, Description de Paris, de Versailles, de Marly, de Meudon, de S. Cloud, de Fontainebleau, et des toutes les autres belles maisons & chateaux des environs de Paris., t. III, p. 2, Charles-Nicolas Poirion, Paris, 1742.
24. ↑  J. B. M. Renou de Chauvigné Jaillot, Recherches critiques: historiques et topographiques sur la ville de Paris, vol. II, p. 29, Paris, 1775.
25. 1 2  J. Meurgey de Tupigny, « Dans le vieux Paris "Tudella" », in Revue des études anciennes, vol. XXVIII, p. 254, Bordeaux, septembre 1926 DOI 10.3406/rea.1926.2410.
26. ↑  L. Batissier, Histoire de Paris et de ses monuments, p. 10, Furne, Jouvet et Cie., Paris, 1846.
27. ↑  X. Peixoto & P. Celly, « La première enceinte de la rive droite à Paris (Xe et XIe siècles). Fouille du 140a, rue de Rivoli Paris 1er. Étude topographique du tracé et exploitation des sources écrites », in Archéologie médiévale, no 43, p. 11, CNRS Éditions, Paris, 2013 DOI 10.4000/archeomed.9650  (ISSN 0153-9337).
28. ↑  A. Friedmann, Paris, ses rues, ses paroisses du Moyen Âge à la Révolution. Origine et évolution des circonscriptions paroissiales., p. 215-216, Plon, Paris, 1959.
29. ↑  A. Lombard Jourdan, Aux origines de Paris : la genèse de la rive droite jusqu'en 1223., p. 11, Centre régional du CNRS, Paris, 1985.
30. ↑  Axelle Neyrinck, « La formation d’un espace sacré à Paris sous Louis VII et Philippe Auguste : cimetière des Innocents, communauté parisienne et exclusion des juifs. », in Circé. Histoire, Savoirs., no 4, Association étudiante de l'UVSQ, Guyancourt, février 2013  (ISSN 2263-956X).
31. ↑  A. Lombard Jourdan, Aux origines de Paris : la genèse de la rive droite jusqu'en 1223., p. 17, Centre régional du CNRS, Paris, 1985.
32. ↑  A. Lombard Jourdan, Aux origines de Paris : la genèse de la rive droite jusqu'en 1223., p. 18, Centre régional du CNRS, Paris, 1985.
33. ↑  H. de Saint Remy, « Histoire de Paris », in Bibliothèque de l'école des chartes, t. CXXXVI, no 2, p. 415, Paris, 1978.
34. ↑  G. R. Isaac, The Antonine Itinerary land routes. Place-names of ancient Europe and Asia Minor., Éditions des Études celtiques de la Cambrie médiévale (en), Aberystwyth, 2002 (CD-ROM).
35. ↑  L. A. Curchin, « Los topóónimos de la Galicia romana : nuevo estudio. », in Cahiers d'études galiciennes (es), LV, no 121, p. 128, IEGPS (es), Saint Jacques de Compostelle, décembre 2008  (ISSN 0210-847X).